# Club Deportivo Cuarte
El Club Deportivo Cuarte es un club de fútbol español de la localidad de Cuarte de Huerva, en Zaragoza, Aragón. Fue fundado en 1969, y actualmente compite en la Tercera Federación (Grupo XVII).

## Historia
Fundado a finales de los sesenta con el nombre de Club Deportivo Cuarte, coincidiendo con los años de gran desarrollo de la localidad asociado al del Área metropolitana de Zaragoza, el club se desempeña durante casi toda su trayectoria en las categorías regionales aragonesas. Desde la temporada 1979-80 a la 2011-12 compitió bajo el nombre de Club Deportivo Cuarte Industrial.
Casi cuarenta años después de su fundación debuta en la Tercera División de España, en la temporada 2007-08. Permanecerá dos temporadas más en la élite del fútbol aragonés, retornando para la temporada 2011-12, tras el requerido  mínimo de una temporada en Preferente. A su retorno, consigue su mejor clasificación en Tercera, con un meritorio tercer puesto en su grupo, que le otorga la clasificación por primera vez en su historia para la Copa Federación (2012-13). Sin embargo, no pasa de la primera ronda de la fase autonómica al caer eliminado por el Club Deportivo Sariñena. Vuelve a competir en la Copa Federación para la edición de 2015-16, cayendo eliminando en la misma ronda que la anterior vez, en esta ocasión por el potente Deportivo Aragón. Esta temporada también significa la retirada voluntaria de la presidencia de Juan Guerrero, cuyo cargo ocupó durante tres décadas, muy querido en el club y la localidad.
Al rematar la temporada 2020-21 se clasifica para la final del play-off de ascenso a la Segunda División RFEF que tendrá lugar el 30 de mayo a partido único contra la Sociedad Deportiva Huesca "B" en la capital oscense.

## Uniforme
- Uniforme titular: Camiseta, pantalón y medias verdes.
- Uniforme alternativo: Camiseta naranja, pantalón negro y medias naranjas.

## Datos del club
- Temporadas en Tercera División / Tercera Federación: 10.

## Palmarés

### Campeonatos nacionales
- Subcampeón de la Tercera Federación (1): 2023-24 (Grupo XVII).

### Campeonatos regionales
- Regional Preferente de Aragón (2): 2010-11 (Grupo 2) y 2018-19 (Grupo 1).[2]
- Primera Regional de Aragón (2): 1995-96 (Grupo 1) y 1999-00 (Grupo 1).
- Segunda Regional de Aragón (1): 1978-79 (Grupo 2).
- Tercera Regional de Aragón (2): 1976-77 (Grupo 1) y 1977-78 (Grupo 4).
- Subcampeón de la Copa de Campeones de la Regional Preferente de Aragón (1): 2018-19.[3][4]